# Бобович, Ананий Самуилович
Ана́ний (Анато́лий) Самуи́лович Бобо́вич (21 сентября 1904, Киев — май 1988 или 1988, Ленинград) — советский филолог-классик, переводчик, романист и кельтолог.

## Биография
Родился 21 сентября 1904 года в Киеве в караимской семье доктора медицины Самуила Ананьевича Бобовича (1868—1932) и Веры Исааковны Минаш, родной сестры архитектора С. И. Минаша. Детство провёл в Евпатории, окончил там гимназию (1921). Учился в Симферопольском университете, после трёх курсов уехал в Москву, где поступил на второй курс ВЛХИ, а после его ликвидации перевёлся на романо-германское отделение факультета языкознания и материальной культуры Ленинградского университета, окончив его в 1930 году. По окончании работал библиотекарем в фундаментальной университетской библиотеке, а затем и заместителем директора библиотеки. С 1932 года преподавал в том же университете на кафедрах романской и классической филологии латинский язык, читал лекции по введению в романскую филологию, по народной латыни, по истории французского, провансальского языков и др.
С 1932 года стал заниматься переводами: первоначально статей по музыковедению, а с 1935 года и художественной литературы с французского (Ш. Нодье, Стендаль, М. Монтень, Ф. де Ларошфуко, Ф. де Соссюр), английского (В. Ирвинг, В. Скотт, Ч. Диккенс, Ч. Лэм), немецкого (Э. Киш, Г. Шухардт, Ф. Шиллер, Ф. Лист), испанского (Б. Ибаньес), итальянского (Страпарола) и латинского (Тацит) языков. С 1956 года — член Союза писателей СССР.
В годы Великой Отечественной войны служил на Ленинградском фронте в звании старшего лейтенанта на различных должностях: сапёр в сапёрном батальоне, переводчик при штабе армии, командир взвода связи стрелкового батальона, помощник начальника учебных курсов младших лейтенантов 55-й армии. Участвовал в боевых операциях под Лугой и Пушкином. Награждён медалями «За оборону Ленинграда», «За победу над Германией в Великой Отечественной войне», орденом Отечественной войны 2-й степени. Демобилизовался в звании гвардии капитана. Продолжил работать при Ленинградском университете на кафедрах романской и классической филологии. Исполнял обязанности референта ректора университета, несколько лет состоял учёным секретарём Учёного совета филологического факультета.
Его перевод сочинений римского историка Корнелия Тацита, впервые опубликованный издательством «Наука» АН СССР в 1969 году в серии «Литературные памятники», стал классическим и несколько раз переиздавался в России в 1990—2000-е годы. Значительный интерес у специалистов и любителей истории Средневековья вызвал опубликованный им в 1984 году в той же серии перевод сочинений древневаллийских историков Гальфрида Монмутского (XII в.) и Ненния (IX в.).
Умер в мае 1988 года в Ленинграде.

### Семья
Жена — Валентина Тихоновна Бобович (урожд. Александрийская), биолог, кандидат биологических наук (1958), работала во Всесоюзном НИИ сельскохозяйственной микробиологии. Сотрудничала с известным генетиком Р. Л. Берг.
- Сын — Михаил Ананьевич Бобович (1935—1988, суицид), биолог, кандидат биологических наук (1971)[14], работал в биологическом институте в Петергофе. Переводчик и писатель. Его повести посмертно опубликованы в петербургских литературных журналах «Нева» и «Постскриптум»[15][16].

Сестра — Елизавета Самуиловна (Самойловна) Бобович (1900, Киев — 1965, Ленинград), библиограф, в 1947—1952 годах работала в ГПБ имени М. Е. Салтыкова-Щедрина.
Ананий Бобович — потомок Самуила Бабакаевича Бобовича (?—1847), спроектировавшего в начале XIX века комплекс кенасс в Евпатории.
Дед — Ананий-Шалом Самойлович Бобович (умер в 1903 году), садовладелец, владел домом в Евпатории, построенном в XVIII веке в «татарском стиле». Похоронен на евпатрийском караимском кладбище.